# راقدول فيزيكس

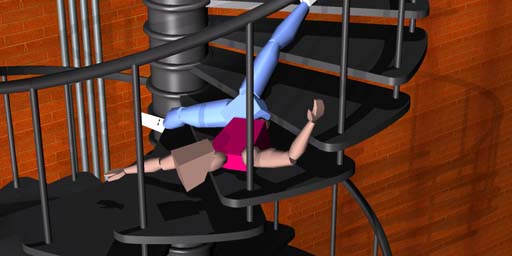

راقدول فيزيكس (بالإنجليزية: Ragdoll Physics)‏، في المحرك الفيزيائي إن الراقدول فيزيكس هو نوع من التحريك الإجرائي والذي يستخدم عند موت الشخصية في لعبة الفيديو، حيث في السابق كان يتم إنشاء التحريك يدويا.